# Crime Scene Unit
Die Crime Scene Unit (CSU) ist eine spezialisierte Einheit der Polizeien in den Vereinigten Staaten und Kanada. Auch die Begriffe Forensic Investigation Unit, Forensic Crime Lab, Crime Scene Technicans oder Crime Scene Investigation verwendet. Letzterer wurde vor allem durch die gleichnamigen Fernsehserien bekannt.

## Aufgaben
Die Crime Scene Unit betreibt die Spurensicherung bei Kriminalfällen. Dazu zählen sowohl Lichtbilder des Tatortes, das Abnehmen von Fingerabdrücken, die Analyse von DNA, Giftstoffen und unbekannten Substanzen. Kurz lassen sich die Aufgaben als Dokumentation, Sammeln und Aufbewahren von Beweismittel zusammenfassen.
Die Forensiker treten bei jeglicher Art von Gewaltverbrechen in Aktion. Dazu zählen natürlich sowohl Tötungsdelikte wie Sittenstraftaten. Auch bei Schussabgaben durch Polizeibeamte wird die Crime Scene Unit gerufen. Ursachen und Tathergang stehen im Mittelpunkt dieser Ermittlungen.

## Aufbau
Für gewöhnlich rekrutiert sich die Crime Scene Unit aus den Reihen der örtlichen Polizei. Aus Gründen der Spezialisierung wurde die Unit ausgegliedert. Ausgewählte Polizisten erhalten hier eine zusätzliche Ausbildung. 
Üblicherweise besteht eine Einheit der Crime Scene Unit aus einem Sergeant und mehreren Kriminaltechnikern (Beispielsweise in New York und Jacksonville). Die einzelnen Gruppen stehen unter einem Commanding Officer, z. B. einem Lieutenant.